# Bellevue (Nebraska)
Bellevue – trzecie co do wielkości miasto w stanie Nebraska w Stanach Zjednoczonych. Miasto zostało założone w roku 1855. Zgodnie ze spisem z roku 2005 zamieszkuje je 47,334 osób. 

## Geografia
Bellevue leży na 41°9′31″N i 95°56′3″W.
Według danych amerykańskiego Biura Spisów Ludności (U.S. Census Bureau), miasto zajmuje powierzchnię 34,7 km², z czego 34,3 km² stanowią lądy, a 0,3 km² (0,7%) stanowią wody.

## Historia
Bellevue zaczynało jako punkt sprzedaży futer założony w roku 1822 przez Missouri Fur Company. Był to główny punkt handlu futrami dla takich plemion jak Omaha, Otoe, Missouri czy Paunisów.
Świetne położenie nad rzeką Missouri dawało Bellevue duże możliwości handlowe i gospodarcze. W roku 1854, po podpisaniu przez Nebraskę Ustawy o Kansas i Nebrasce w Bellevue nastąpił boom budowlany. W mieście zaczęli osiedlać się pierwsi mieszkańcy, wybudowano kościół, hotel, bank i tuziny budynków mieszkalnych. W latach 80. XIX wieku w mieście otworzono Bellevue College (obecnie uniwersytet). W latach 90. XIX wieku na terenie miasta wybudowany został Fort Crook. W latach 1880–1940 populacja Bellevue wzrosła nieznacznie, z blisko 500 mieszkańców do ok. 1200.
W czasie II wojny światowej na terenie Offutt Air Force Base (dawniej Fort Crook) znajdowało się lądowisko dla amerykańskich bombowców.
W Offutt Air Force Base zostały także wybudowane bombowce Enola Gay i Block's Car, które w czasie II wojny światowej zrzuciły bomby atomowe na Japonię.
Populacja Bellevue wzrosła w latach 1940-1950 z ok. 1200 do ok. 4000, a w latach 1960-1970 wzrosła z 9000 do 20 000.

## Demografia
Według spisu z roku 2000, miasto zamieszkuje 44.382 osób, które tworzą 16.937 gospodarstwa domowe oraz 11.940 rodzin. Gęstość zaludnienia wynosi 1.292,3 osób/km². Na terenie miasta znajduje się 17.439 budynków mieszkalnych o średniej częstości występowania na poziomie 507,8 budynków/km². 85,83% ludności miasta to ludzie biali, 6,13% to czarni, 0,50% to rdzenni Amerykanie, 2,11% to Azjaci, 0,11% to mieszkańcy z wysp Pacyfiku, 2,78% to ludność innych ras, 2,54% to ludność wywodząca się z dwóch lub większej ilości ras, 5,88% to Hiszpanie lub Latynosi.
W mieście znajdują się 16.937 gospodarstwa domowe, z czego w 35,5% z nich znajdują się dzieci poniżej 18 roku życia. 55,4% gospodarstw domowych tworzą małżeństwa. 11,3% stanowią kobiety bez męża, a 29,5% to nie rodziny. 23,2% wszystkich gospodarstw składa się z jednej osoby. W 6,6% znajdują się samotne osoby powyżej 65 roku życia. Średnia wielkość gospodarstwa domowego wynosi 2,61 osoby, a średnia wielkość rodziny to 3,09 osoby.
Populacja miasta rozkłada się na 27,4% osób poniżej 18 lat, 10,2% osób z przedziału wiekowego 18-24 lat, 31,0% osób w wieku od 25 do 44 lat, 21,8% w wieku 45-64 lat i 9,6% osób które mają 65 lub więcej lat. Średni wiek mieszkańców to 34 lata. Na każde 100 kobiet przypada 98,3 mężczyzn. Na każde 100 kobiet w wieku 18 lub więcej lat przypada 95,6 mężczyzn.
Średni roczny dochód w mieście na gospodarstwo domowe wynosi $47,201 a średni roczny dochód na rodzinę to $54,422. Średni roczny dochód mężczyzny to $33,819, kobiety $25 783. Średni roczny dochód na osobę wynosi $20,903. 4,1% rodzin i 5,9% populacji miasta żyje poniżej minimum socjalnego, z czego 7,9% to osoby poniżej 18 lat a 3,8% to osoby powyżej 65 roku życia.